# Universi Dominici gregis
Universi Dominici gregis (česky Celé stádce Páně) je apoštolská konstituce katolické církve, kterou vyhlásil papež Jan Pavel II. 22. února 1996. Její podtitul zní O uprázdnění apoštolského stolce a volbě římského papeže.
Stanoví normy, kterými je třeba se řídit v době uprázdnění Petrova stolce po smrti nebo rezignaci papeže. Název je převzat z úvodního odstavce: „Pastýřem celého Pánova stáda je biskup římské církve...“. Byl použit v letech 2005 a 2013.

## Normativy
Konstituce mění pravidla týkající se konkláve a zavádí nová. Hlavní body lze shrnout následovně:
- Kardinálové jsou ubytováni v Domus Sanctae Marthae, budově, která byla pro tento účel speciálně postavena ve Vatikánu. Dříve byli kurfiřti ubytováni improvizovaně a tudíž nepříliš pohodlně v různých místnostech apoštolských paláců, kde často chyběly nejnutnější osobní služby: například při příležitosti konkláve v srpnu 1978 si mnozí kardinálové stěžovali na velké horko, které v jejich ubikacích panovalo, na nedostatek soukromí a nutnost sdílet toalety a tekoucí vodu. Právě nepohodlí, které při této příležitosti utrpěli, později ovlivnilo Jana Pavla II. v jeho rozhodnutí dát volitelům k dispozici pohodlnější ubytování.[1] Tato novinka s sebou přinesla také změnu v logistickém zajištění konkláve: kardinálové totiž museli být během hlasování převezeni do Sixtinské kaple a po skončení zasedání přivezeni zpět do Domu. Konstituce proto nařizovala, že se k nim během cesty nesmí nikdo přiblížit.
- Kvorum potřebné pro volbu je dvoutřetinové.
- Denně se konají čtyři hlasování, dvě dopoledne a dvě odpoledne, s výjimkou prvního dne, kdy se koná pouze jedno.
- Po 34 hlasováních bez volby může kardinálské kolegium změnit požadované kvorum na prostou většinu (polovina plus jedna).

Po celou dobu musí být zachováno nejvyšší možné utajení. Každý, kdo poruší bezpečnost a tajnost ve Vatikánském státě tím, že zavede nahrávací zařízení nebo jakýmkoli způsobem komunikuje s kardinálem voličem, se vystavuje exkomunikaci. Další tresty jsou na rozhodnutí nově zvoleného papeže. Účastníci jsou povinni složit přísahu, která zaručuje řádnost jejich jednání.
Podle předchozího rozhodnutí papeže Pavla VI. se konkláve účastní nejvýše 120 kardinálů volitelů, kteří v den předcházející papežově smrti nebo rezignaci nesmí být starší 80 let.

### Nepřímá volba na základě kompromisu a aklamace
Až do konkláve v roce 1978 byly povoleny i jiné způsoby volby než tradiční kontrola (scrutinium) tajných hlasů všech volitelů: kardinálové mohli volbu delegovat na výbor „velkých volitelů“ nebo rozhodnout o jménu, které bude zvoleno, otevřeně a bez hlasování („kompromisem“ nebo dokonce „aklamací“). S vědomím, že tyto metody mohou vyvolat kontroverze a že se v každém případě již dlouho nepoužívají (poslední volba kompromisem byla volba papeže Jana XXII. v roce 1316 a poslední volba aklamací byla volba papeže Řehoře XV. v roce 1621), je konstituce Jana Pavla II. výslovně zakázala a uložila povinnost provádět pouze plenární hlasování s utajením jednotlivých hlasů.

## Změny provedené Benediktem XVI.
Benedikt XVI. 11. června 2007 apoštolským listem ve formě motu proprio De aliquibus mutationibus in normis de electione romani pontificis změnil paragraf 75 Universi Dominici gregis. Původní text předpokládal možnost, že po 34 marných hlasováních se kardinálové dohodnou, že v dalších hlasováních budou postupovat pouze absolutní většinou hlasů, a nikoliv kvalifikovanou dvoutřetinovou většinou. Pozměňovací návrh Benedikta XVI. obnovil potřebu dvoutřetinové většiny ve všech případech volby pontifika a stanovil, že po prvních 34 hlasováních by se mělo hlasovat pouze o dvou jménech, která v posledním hlasování získala nejvyšší počet hlasů: v takovém případě by dva kardinálové připuštění k tomuto druhu hlasování byli z volitelů vyloučeni.
22. února 2013 Benedikt XVI., několik dní před svým vlastním zřeknutím se papežského úřadu, zveřejnil dodatečné motu proprio Normas Nonnullas, v němž stanovil, že Posvátné kolegium může posunout začátek konkláve na dobu před rituálními 15 dny, pokud všichni kardinálové dorazí do Říma před tímto termínem. Toto opatření rovněž provedlo některé drobné změny, především ceremoniálního charakteru.